# شهرستان آریدا، واکایاما

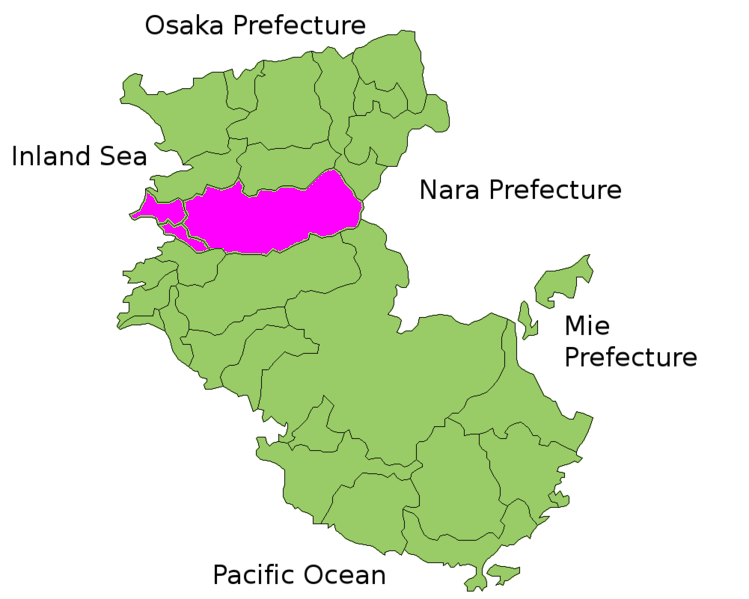

شهرستان آریدا، واکایاما (به ژاپنی: 有田郡 Arida-gun) یکی از شهرستان‌های ژاپن است که در استان واکایاما در ژاپن واقع شده است.